# Sialadenitis
La sialoadenitis es un término médico que significa inflamación de una de las glándulas salivales, que puede ser un evento agudo (temporal) o crónico y recurrente.

## Etiología
Una sialoadenitis puede ser causada por una infección—tal como una de las variadas manifestaciones extrahepáticas de origen autoimmune de la infección por el virus de la hepatitis C—o por un cálculo—en un 30% de los casos—que obstruya la glándula, que tienden a ser especialmente frecuente en las submaxilares. En algunos casos puede haber una infiltración linfocítica en la glándula, haciendo que la infección tenga cierto parecido con el síndrome de Sjögren.
El microorganismo que más frecuentemente causa infección de las glándulas salivales es el Staphylococcus aureus, aunque pueden estar involucrados también el Haemophilus influenzae, Streptococcus pyogenes, y la Escherichia coli. Otros virus pueden estar involucrados, como el VIH, coxsackievirus, parainfluenza, influenza, y el herpesvirus.